# 程允和
程允和（1844年—1922年），字平斋。出生于安徽省庐江县。清朝军官。

## 从军
十九岁以武童身份参军，在宋庆毅军效力，为百夫长，为宋庆左右手，转战豫、直、山、陕、蒙古等省，曾驻兵河南，军纪严明，军民相安。历任千总、都司、参将、副将，均赏戴花翎，赏给克勇巴图鲁名号，二品封典加总兵衔。同治九年（1870年），在蒙古等处剿办回族叛乱有功，经前绥远城将军定安等保奏，奉旨以总兵记名，并赏加提督衔。十年（1871年），又于蒙古地方及米脂一带平叛，在波罗营迪西剿平马贼，得保奏为记名提督。
光绪七年（1881年），宋庆发檄文调程允和移防旅顺，令下之日，河南百姓挽留，攀辕遮道，十里相送。次年，时任四川提督宋庆委程允和统毅后军。又一年后，程允和升毅军后路统领；又数年后，转调朝阳练军、武卫左军、武卫新军各统领总统等职，并赏头品顶戴。十七年（1891年），海军大阅，奉旨赏加二级。
光绪二十年（1894年），朝鲜爆发东学党起义，请清朝派军帮助镇压。6月，程允和作为记名总兵随太原总兵聂士成以下1500人乘“图南号”由大沽口出发到达朝鲜牙山，在前敌营务处任职，与天津武备学堂学生于光炘等赴朝鲜都城汉城察看地形，描画图标。不久日本趁机向清朝和朝鲜发难。程允和亦随清军败退到平壤，随后奉直隶总督李鸿章委托，回国募和字新兵4营，驻防旅顺。11月18日，日军进犯旅顺，程允和跟随直隶正定镇总兵徐邦道等率军在旅顺北土城子一带阻击日军获胜。21日，日军又攻旅顺，程允和率步兵防守旅顺西北案子山、椅子山堡垒。日军以数十门山炮、野炮、攻城炮轰击程允和军，以步兵、骑兵在炮火掩护下发起冲锋。当日军冲到堡垒前300米处时，程允和命令所有炮火猛烈射击，退之。日军又迂回到案子山西侧猛冲。7时半，日军接近炮台，程允和指挥守军冲出堡垒，与日军展开了激烈的白刃战，终因寡不敌众，案子山堡垒失守。午后，日军攻入旅顺市区，程允和指挥所部与其巷战。当晚，程允和、徐邦道和总兵姜桂题率败兵沿西海岸北撤到复州投靠宋庆，期间一度被朝廷认为下落不明。十一月，与姜桂题等被革职留营，以观后效。随宋庆退守太平山。
二十一年（1895年），2月，程允和随宋庆、都司马玉昆、姜桂题统领新毅右军与日军在太平山和辽河下游大战，表现异常勇猛，在大平山、田庄台等处取胜，经宋庆保奏，奉旨加一级，赏还花翎，官复原职。3月7日和9日，随宋庆参与营口、田庄台之战。战败后，渡过辽河，退往石山、闾阳驿一线，直至议和签约。二十三年（1897年），被前直隶提督聂士成调赴行营，委办武毅全军营务处，统领古北口提标练军马步等营，搜剿昭乌达盟马贼，驻防朝阳，击破贼首朝建平、赤肃清。二十四年（1898年），经前热河都统寿阴保准，送部引见，不久奉谕旨，令裕禄传知来京，预备召见。十二月蒙召两次，奉旨开复原官，赏还衔翎，交宋庆差遣委用。二十五年（1899年），因两次任海防官职任满，任上尤为出力，经钦差大臣、节制武卫全军大学士荣禄等保奏，赏给正一品封典。因剿办锦宝盗匪并擒获首恶，出力很大，经荣禄保奏赏给头品顶戴。
二十六年（1900年）六月，因义和团事件，奉旨添募四营驻扎通州，不久奉令再添十营训练成军，当月以记名提督被补授四川松潘镇总兵。不久经时任钦差、帮办北洋军务大臣宋庆照会，遣散十营，只留四营保护左军，将军饷、军械绕道关外，转运山西到太原；其所统带四营归左军，准程允和留营，等防务事务结束再行圣训。程允和去开封迎驾。这年，八国联军侵华，慈禧太后携光绪帝西逃，程允和护驾有功，二十八年（1902年）正月得实授四川提督。六月调授广东陆路提督。因与两广总督岑春煊意见偶有不合，被岑春煊弹劾办理惠州清乡无功且民变愈演愈烈，于二十九年（1903年）八月被罢官，留北洋差遣，继续统领朝阳练军。次年，奉朝廷之命会办沿江巡防。
宣统二年（1910年）十月，程允和接任刚去世的程文炳为长江水师提督。告老，未获准。
三年（1911年）10月，辛亥革命爆发，程允和奉命率水师援助官军讨伐起义军。后清廷又令程允和等将领停战议和。

## 下野后
宣统帝退位后，程允和也解甲归田，避居北平。
每逢饥年，程允和都赈济乡里。1913年，颍州大饥荒，程允和出资创办平价米市，救济了贫困灾民。1920年，各方水灾，阜阳一带尤甚。程允和身在北平，立即捐出现洋数千元，并由银行筹借两万元，遣人带回赈济。
今阜阳市颍东区新乌江镇瓦房村瓦房中学以南一公里左右的原瓦房粮站处即程允和宅院程瓦房。